# Diamantofelis ferox
Il diamantofelide (Diamantofelis ferox) è un mammifero carnivoro estinto, appartenente ai felidi. Visse nel Miocene inferiore (circa 17 milioni di anni fa) e i suoi resti fossili sono stati ritrovati in Namibia.

## Descrizione
Questo animale è conosciuto solo per alcuni resti fossili frammentari, che includono parti del cranio e della dentatura. L'aspetto doveva essere piuttosto simile a quello di un leopardo attuale, e le dimensioni erano paragonabili a quelle di un puma. Il cranio era insolitamente corto, soprattutto in relazione a quello di altri felidi del periodo (come Pseudaelurus e Styriofelis), e lo spazio che separava i canini dai premolari (diastema) era ridotto, come nei felidi odierni. I canini erano a sezione conica e la mandibola corta e alta.

## Classificazione
Diamantofelis è noto per fossili ritrovati nel sito di Arrisdrift, in Namibia, ed è stato descritto per la prima volta nel 1998. Inizialmente vennero attribuite al genere due specie, la grossa D. ferox e D. minor (della taglia di una lince), ma nel 2003 un nuovo studio permise di riconoscere quest'ultima forma come un genere a sé stante, Namafelis. Diamantofelis possiede alcune caratteristiche insolite, soprattutto per un felide risalente al Miocene inferiore: il cranio corto e il diastema molto breve lo avvicinano molto ai felini e ai panterini di tipo odierno, e lo differenziano notevolmente rispetto agli altri felidi del Miocene inferiore e medio (come Styriofelis e Pseudaelurus). D'altra parte, alcune caratteristiche della dentatura come la forma e il numero di cuspidi sui molari lo avvicina alla specie Pseudaelurus quadridentatus.
I resti di Diamantofelis e di altre forme africane enigmatiche, come Asilifelis e Katifelis, complica il quadro dell'evoluzione dei felidi di tipo moderno, che potrebbero aver avuto quindi un'origine africana anziché eurasiatica. La frammentarietà dei resti, in ogni caso, non permette una classificazione chiara, e Diamantofelis (come anche Namafelis) potrebbe essere una forma aberrante di barbourofelidi (una famiglia di carnivori affini ai felidi, dotati di lunghi canini compressi lateralmente), dai canini conici.

## Paleobiologia
Si suppone che Diamantofelis fosse l'analogo miocenico dell'attuale leopardo, anche se probabilmente non possedeva le specializzazioni della forma attuale. Si presume che questo animale tendesse agguati a erbivori come i numerosi artiodattili e perissodattili di medie dimensioni, molto comuni in Namibia nel Miocene inferiore.